# Valériya Starodubrovskaya
Valériya Vadímovna Starodubrovskaya (en ruso: Валерия Вадимовна Стародубровская; Lípetsk, URSS, 10 de febrero de 1978) es una deportista rusa que compitió en remo. Ganó dos medallas en el Campeonato Mundial de Remo, en los años 2004 y 2005.

## Palmarés internacional
| Campeonato Mundial | Campeonato Mundial | Campeonato Mundial | Campeonato Mundial |
| Año                | Lugar              | Medalla            | Prueba             |
| ------------------ | ------------------ | ------------------ | ------------------ |
| 2004               | Bañolas (España)   | Medalla de plata   | Cuatro sin timonel |
| 2005               | Kaizu (Japón)      | Medalla de bronce  | Dos sin timonel    |